# Camerieri
Camerieri è un film italiano del 1995 diretto da Leone Pompucci.

## Trama
Il signor Loppi, proprietario del ristorante Eden, sul litorale romano, ormai anziano e stanco, decide di ritirarsi e cedere la struttura al ricco mobiliere Azzaro. Questi decide, quello stesso giorno, di festeggiare nel ristorante le nozze d'oro del padre Salvatore e di sua madre. Loppi si congeda perciò dai suoi dipendenti con una promessa: se il servizio delle nozze soddisferà il nuovo proprietario, quest'ultimo manterrà il ristorante in attività e li terrà con sé, altrimenti trasformerà il locale in un mobilificio.
Tale situazione, ovviamente, non giova al morale dei membri del personale: l'arrogante maître genovese Loris Bianchi, solito rivangare (o, forse, millantare) trascorsi lavorativi in locali di prestigio; il cameriere Mario Tangaro, cialtronesco ex-calciatore milanese separato (ma non divorziato) e con un figlio, sentimentalmente legato ad una prostituta nera e fortemente indebitato a causa della sua passione per le corse dei cani; l'altro cameriere Agostino Rondine, ex-fisarmonicista toscano un po' ritardato e ormai talmente in disgrazia da essere ridotto a vivere, di fatto, all'interno del ristorante; il cuoco Germano, marchigiano, bacchettone e permalosissimo, in costante conflitto e divergenza di opinione con Bianchi; Riccardo Bianchi, reggiano, giovanissimo ed ingenuo nipote del maître, cameriere al suo primo giorno di lavoro all'Eden; l'aiutocuoco filippino Felipe, taciturno e col debole per l'alcool. Tutti loro, indistintamente, si trovano presto a dover vivere una giornata campale, intimoriti dalla possibilità di perdere il lavoro, logorati da anni di rancori personali e di malumori, nonché sempre più infastiditi dalla crescente arroganza del nuovo proprietario nei loro confronti. Ad occupare i loro pensieri, inoltre, vi è anche la schedina che hanno giocato tutti insieme il giorno prima del servizio. Al contempo, anche tra i commensali l'atmosfera è tutt'altro che idilliaca: tra i due anziani sposi, infatti, il rapporto sembra pressoché inesistente, al punto tale che tra gli invitati è presente anche l'amante di Salvatore Azzaro.
Al momento di servire i primi, tra Germano e Bianchi si scatena un furibondo litigio, al punto che il cuoco si rifiuta di continuare a preparare il pranzo, costringendo così il maître a mettersi ai fornelli, con risultati piuttosto disastrosi. Nel frattempo, nei paraggi della dispensa del ristorante, la moglie di Salvatore sorprende in atteggiamenti espliciti il marito e l'amante. Più tardi, Azzaro dichiara ai presenti di aver rilevato il locale e sottopone i membri del personale a una sorta di provino, al fine di umiliarli di fronte agli invitati; Bianchi riesce però a rintuzzare il tentativo, spendendo belle parole per i suoi sottoposti. Rientrati in cucina, tuttavia, il maître si rivolge ai camerieri e al cuoco in tutt'altra maniera: in risposta, questi ultimi si coalizzano contro di lui, e raccontano al nipote Riccardo molte scomode verità sul conto dello zio, di fatto minando il rapporto tra i due.
I rancori e le tensioni aumentano sempre più, fino a quando Tangaro, minacciato e schiaffeggiato da un creditore, per saldare i debiti di gioco ruba le mance di Rondine, il quale se ne accorge e raggiunge il collega in sala armato di coltello, intenzionato a farsi giustizia da sé. I due vengono alle mani di fronte agli invitati, Bianchi cerca di separarli, ma viene tuttavia a sua volta malmenato da Tangaro. Azzaro, vedendo la scena, licenzia su due piedi Bianchi, minacciando del medesimo provvedimento anche gli altri nel caso non riescano a concludere degnamente il servizio. Di lì a poco, Bianchi, rendendosi conto di aver perso tutto, tenta il suicidio tuffandosi in mare (senza successo) e Tangaro viene convinto a gareggiare a braccio di ferro con uno degli invitati: Azzaro, al culmine del proprio cinismo, prima promette al cameriere di tenerlo in caso dovesse vincere, salvo poi ritrattare a gara in corso e dirgli che, se vincerà, sarà licenziato insieme a tutti gli altri membri del personale. In un sussulto di dignità, il cameriere vince il duello: il mobiliere, pur costretto per scommessa a farsi tagliare il codino, dice a Tangaro che lui e i colleghi possono considerarsi licenziati.
Al termine della giornata, però, quando ormai il destino del personale sembra deciso, la sorte va loro incontro: la schedina che avevano giocato si rivela essere quella fortunata e, grazie ai soldi del 13 al Totocalcio, rilevano il ristorante da Azzaro. Il giovane Riccardo decide tuttavia di non seguirli nella loro impresa e di intraprendere la carriera di rappresentante.

## Produzione
Il film è stato prodotto da Marco Risi e Maurizio Tedesco e stato realizzato negli studi di Cinecittà, con alcune scene di esterni girate a Ostia, Torvaianica e Anzio.

## Distribuzione

### Edizioni home video
Il DVD del film è stato pubblicato dalla Cecchi Gori Home Video il 1º febbraio 2007, 12 anni dopo l'uscita del film.

## Accoglienza

### Critica
Per Morando Morandini, «sotto il segno della ridondanza e di un compiaciuto nichilismo all'amatriciana», il film «si riduce a una passerella triste e malinconica di mostri sbattuta in faccia allo spettatore».
Tullio Kezich, sul Corriere della Sera, afferma che anche se «il film a tratti s'impone gonfiando i muscoli, resta di costituzione gracile. Al di là della prepotenza somatica i personaggi non consistono, non c'è modo non dico di affezionarsi ma nemmeno di interessarsi a nessuno di loro. E poi il fatto che circola una schedina del Totocalcio, giocata in società, lascia prevedere un po' troppo come si andrà a finire. Ci voleva poco, con un interprete della forza di Villaggio, a creargli delle occasioni che andassero oltre i monologhi ingenuamente evocativi dei tempi d'oro della ristorazione di classe; e certo il copione andava lavorato di più».

## Riconoscimenti
- 1996 – Nastro d'argento
  - Migliore sceneggiatura a Leone Pompucci, Filippo Pichi e Paolo Rossi
  - Migliore attrice non protagonista a Regina Bianchi
  - Candidatura al miglior attore non protagonista a Ciccio Ingrassia
  - Candidatura al miglior attore non protagonista a Antonello Fassari